# مارك غريني (روائي)
مارك غريني Mark Greaney (مواليد 1967) روائي أمريكي.
اشتهر بتعاونه مع الكاتب الأمريكي توم كلانسي في تأليف آخر ثلاث كتب في حياته، وبمواصلة تأليف الروايات حول شخصية جاك رايان بعد وفاة كلانسي في عام 2013. وهو معروف أيضًا بسلسلة روايات «الرجل الرمادي» التي ستنتتجها نتفليكس في فيلم روائي طويل. 

## كتبه

### سلسلة الرجل الرمادي
- الرجل الرمادي (2009)
- في الهدف (2010)
- باليستي (2011)
- عين ميتة (2013)
- الانفجار الأسود (2016)
- جونميتال جراي (2017)
- عميل في المكان (2018)
- المهمة الحرجة (2019)
- دقيقة واحدة في الخارج (2020)
- بلا هوادة (2021)

### سلسلةجاك رايان
يضم شخصيات ابتكرها توم كلانسي
- محتجز - مع توم كلانسي (2011)
- ناقل التهديد - مع توم كلانسي (2012)
- هيئة القيادة - مع توم كلانسي (2013)
- توم كلانسي: الدعم والدفاع (2014)
- توم كلانسي: القوة الكاملة والتأثير (2014)
- توم كلانسي: القائد العام (2015)
- توم كلانسي: الإيمان الحقيقي والولاء (2016)

### روايات منفصلة
- المعدن الأحمر (مع المقدم إتش ريبلي رولينجز الرابع) (2019)
- تتمة بدون اسم (مع المقدم إتش ريبلي رولينجز الرابع) (2021)